# Els Cinc
Els Cinc són cinc membres del servei d'intel·ligència de Cuba que van ser detinguts l'any 1998 per l'FBI a Miami, per observar i infiltrar-se en les organitzacions anticastristes Alpha 66, F4 Commandos, Cuban American National Foundation i Hermanos al Rescate. Van ser acusats d'espionatge i, a més a més, Gerardo Hernández va ser acusat també de conspiració per cometre assassinat. Finalment, van ser condemnats el 2001 a penes que varien entre els 15 anys de René González i les dues cadenes perpètues a Gerardo Hernández.

## Integrants

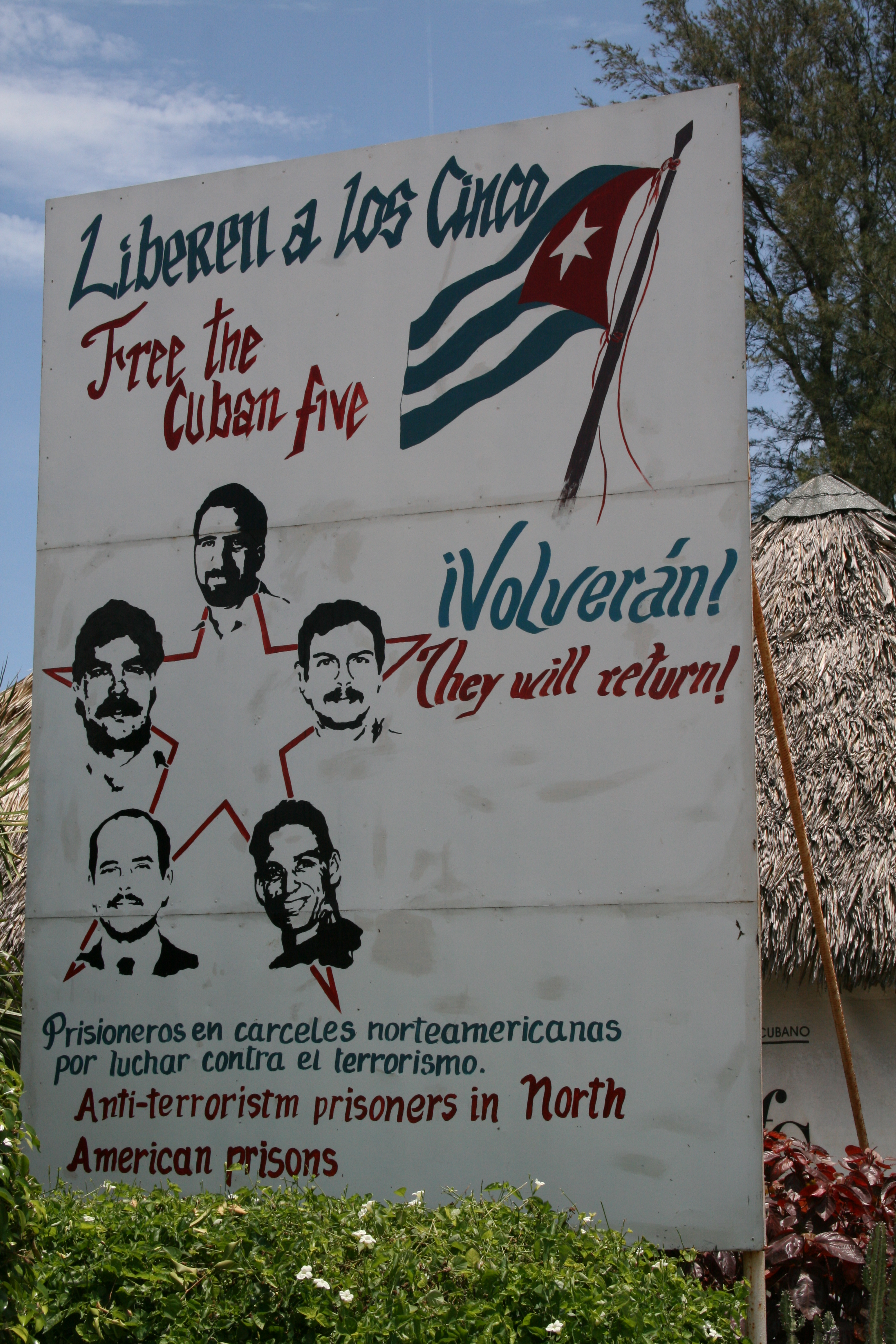
Cartell solidari amb Els Cinc a Varadero, Cuba.

- Antonio Guerrero Rodríguez (Miami, 1958), enginyer en construcció d'aeròdroms i poeta. Sentenciat a cadena perpètua més 10 anys de presó.
- Fernando González Llort (L'Havana, 1963), graduat de l'Institut de Relacions Internacionals (ISRI) del Ministeri de Relacions Exteriors de Cuba. Sentenciat a 19 anys de presó.
- Gerardo Hernández Nordelo (L'Havana, 1965), graduat de l'ISRI i caricaturista. Sentenciat a dues cadenes perpètues més 15 anys de presó.
- Ramón Labañino Salazar (L'Havana, 1963), graduat de llicenciatura en economia a la Universitat de l'Havana. Sentenciat a 30 anys de presó.
- René Gonzalez Sehwerert (Chicago, 1956), instructor i pilot d'avió. Sentenciat a 15 anys de presó.

## Història
Des de l'inici de la Revolució Cubana el 1959 es van portar a terme actes terroristes per part de grups d'exiliats anticastristes a Miami, com Alpha 66 i Omega 7. El 1997, en una zona turística de L'Havana, aquests grups van fer explotar una bomba que va ocasionar la mort de turista italià.
Els Cinc van ser detinguts per l'FBI el 1998, poc després de l'abatiment de dues avionetes de l'organització Hermanos al Rescate per part de la força aèria de Cuba. Aquestes naus van ser suposadament abatudes gràcies a la informació que aquests agents van donar al govern de Cuba. El govern de Cuba, però, al·lega que les avionetes van ser abatudes per haver envaït l'espai aeri cubà, mentre que la part contrària al·lega que van ser abatudes a l'espai aeri internacional. El govern nord-americà els va acusar de treballar al seu territori al servei de la intel·ligència d'una nació estrangera. El govern de Cuba al·lega que va enviar els cinc agents únicament per infiltrar-se en aquests grups i obtenir informació de futurs actes terroristes contra Cuba. Contradient aquesta afirmació, en el judici la part acusadora va presentar proves d'infiltració en instal·lacions militars dels EUA (Key West Naval Air Station), i intents de penetració en les instal·lacions a Miami de l'US Southern Command. Segons les proves presentades, els agents infiltrats a la base van enviar al govern cubà informes detallats sobre el moviment d'avions i personal militar i descripcions de les instal·lacions. Aquestes proves classificades van ser presentades davant el tribunal en audiència per part de l'acusació, sense la presència de la defensa, segons l'Acta de Procediments d'Informació Classificada dels EUA. Per aquesta circumstància, l'organització Amnistia Internacional va declarar en un comunicat que "durant el judici no es va presentar cap prova que demostrés que els acusats haguessin manejat o transmès realment informació classificada". A més a més, l'organització denuncia que els acusats "van tenir un accés limitat als seus advocats i a documentació, la qual cosa podria haver menyscabat el seu dret a la defensa".

## Judici
El procés va començar a la ciutat de Miami, la tardor del 2000, i es va acabar set mesos després, al juny del 2001. Hi van comparèixer més de 70 testimonis. Van caldre 119 volums de transcripcions, caixes de documents de prova i 15 volums de narracions de fets previs al judici.
Els Cinc van ser condemnats al desembre del 2001. L'acusat principal, Gerardo Hernández, va ser condemnat a dues cadenes perpètues. Altres dos, Antonio Guerrero i Ramón Labañino, també van rebre cadena perpètua. Fernando González i René González van ser condemnats a 19 i 15 anys, respectivament. En tots els casos es va tractar de les sentències màximes.
S'hi van presentar 26 càrrecs per separat contra els cinc. Vint-i-quatre d'ells són càrrecs relativament menors i més aviat tècnics. Però dos eren greus, ja que cadascun d'ells implicava la cadena perpètua.
Un dels altres 24 càrrecs va ser el de no registrar-se com a agents estrangers davant la Fiscalia General dels Estats Units. Els acusats van acceptar aquest càrrec. Tanmateix, van tractar d'explicar que sota una doctrina de les lleis nord-americanes coneguda com a Defensa de Necessitat, havien de ser eximits per no haver complit amb aquest tecnicisme, ja que la seva missió implicava suposadament la protecció de vides humanes, evitar danys a propietats i prevenció d'actes terroristes.
El 9 d'agost del 2005, el XI Circuit d'Apel·lacions d'Atlanta va revocar les condemnes i va ordenar un nou judici, però els cinc van continuar a la presó. Un any després, el ple d'aquesta mateixa Cort, va rebutjar per majoria aquella decisió i va ratificar les condemnes, va negar la realització d'un nou judici i va enviar de nou el cas al paner per a la consideració dels aspectes restants.
Els dos membres del paner amb dret de participar en la votació, Byrch i Kravitch, es van oposar a aquesta decisió i van reiterar que "aquest era un cas excepcional en el qual s'imposa un canvi de seu a causa del prejudici latent a la comunitat que fa impossible conformar un jurat imparcial". I amb aquest veredicte, el XI Circuit va ratificar la decisió de la Cort de Miami de negar les mocions presentades per la defensa per canviar la seu i realitzar un nou judici. Així, van romandre confinats en presons de màxima seguretat.
Les autoritats cubanes plantegen que el judici es va realitzar sota condicions no propícies per als Cinc, i sota les pressions d'aquestes organitzacions opositores, per la qual cosa consideren que el procés és injust i tèrbol. De la mateixa manera s'ha pronunciat l'organització Amnistia Internacional.

## Alliberament
René González va sortir de la presó el 7 d'octubre de 2011, després d'haver complert tretze anys de la seva condemna, restant tres anys de llibertat preventiva als Estats Units d'Amèrica. Se li va permetre tornar a Cuba per al funeral del seu pare el 22 d'abril de 2013 i un jutge federal li va permetre romandre allà sempre que renunciés a la seva ciutadania dels Estats Units. Fernando González va sortir el 27 de febrer de 2014. Els membres restants van ser alliberats el 17 de desembre de 2014, en un intercanvi de presos amb Cuba per Rolando Sarraff Trujillo, un oficial d'intel·ligència nord-americà. L'intercanvi de presoners va coincidir amb l'alliberament a Cuba del contractista nord-americà Alan Phillip Gross, tot i que els governs no el van relacionar amb l'intercanvi de presos. Alguns observadors van veure aquests esdeveniments com un primer pas per alleugerir les relacions polítiques entre els Estats Units i Cuba, coneguda com el desglaç cubà.